# Richard Lewy
Richard Lewy (13. September 1827 in Wien – 31. Dezember 1883 ebenda) war ein österreichischer Waldhornist, Opernregisseur und Gesangslehrer.

## Leben und Werk
Richard Lewy entstammt einer musikalischen Familie. Sein Vater Eduard war Hornist sowie Professor am Wiener Konservatorium, dessen jüngerer Bruder Josef Rudolf Hornist. Sein eigener älterer Bruder Carl war ebenfalls Hornist, seine Schwester Melanie spielte die Harfe. Der kleine Richard ist laut Eduard Hanslick bereits als Siebenjähriger aufgetreten. Als Eduard ein Platz in der Hofkapelle in Aussicht gestellt wurde, konvertierte die Familie im Sommer 1835  zum Katholizismus. Zu viert bestritt die Familie am 17. September 1838 ein Konzert, in welchem unter anderem das Quartour concertant für zwei Waldhörner, Harfe und Pianoforte, komponiert von Lewys Vater, gespielt wurde. Im Folgemonat gab die Familie zwei weitere Konzerte in der Wiener Buchhändlerbörse. Bereits mit 13 Jahren wurde Richard Lewy im Wiener Hofopernorchester angestellt und am 13. Dezember 1841 wurde im Kärntnerthortheater eine Große musikalische Akademie zum Vortheile der Familie Lewy gegeben. Es spielten die drei Geschwister und der englische Harfenist Elias Parish Alvars, es dirigierte Otto Nicolai. Aus dem Jahre 1843 ist ein Programmzettel des Leipziger Gewandhauses erhalten, auf welchem ein Duett für Horn und Klavier angekündigt wurde, „vorgetragen von den Herren Carl und Richard Lewy aus Wien“. Richard Lewy war später als Operninspektor, Regisseur der Hofoper und Gesangslehrer tätig.
Zu seinen berühmtesten Schülern zählten die Sopranistin Pauline Lucca und Mathilde Mallinger, die beide später viele Jahre lang an der Berliner Staatsoper engagiert waren, die Bassisten Franz Krolop, später ebenfalls in Berlin, und Emil Scaria, der zu einem Publikumsliebling an der Wiener k. k. Hofoper wurde, sowie die Koloratursopranistin Marcella Sembrich, die in den 1880er und 1890er Jahren große Erfolge in Paris, Mailand, Berlin und Wien feierte.